# مترولیریکس
«مترولیریکس» یک وبگاه اختصاصیِ متن ترانه است که در سال ۲۰۰۲ میلادی تأسیس شد. پایگاه دادهٔ مترولیریکس بیش از ۱ میلیون ترانه اجرا شده توسط بیش از ۱۶٫۰۰۰ هنرمند را شامل می‌شود.
مترولیریکس نخستین وبگاه اختصاصیِ متن ترانه بود که به فهرست متن ترانهٔ شرکت گِرِیس‌نُوت، شرکت جمع‌آوری کنندهٔ مجوز، در آوریل ۲۰۰۸ مجوز می‌دهد. از طریق این طرح صدور مجوزِ متن ترانه، دارندگان حق تکثیرِ متن ترانه وقتی کارهایشان روی وبگاه MetroLyrics.com به نمایش در می‌آید به آنها درآمد حق امتیاز تعلق می‌گیرد. حق امتیاز برای همهٔ متن ترانه‌های نمایش داده‌شده پرداخت و از طریق گریس‌نوت بکار برده می‌شود. در ژانویه ۲۰۱۳، لیریک‌فایند کسب و کار مجوزِ متن ترانهٔ گریس‌نوت را بدست آورد و با کسب و کارِ خودشان ادغام کرد.
طرح صدور مجوزِ مترولیریکس متفاوت است، درحالی که بسیاری از وبگاه‌های متن ترانه هنوز هم ادعا می‌شود محتوای غیرمجاز که ناقض قوانین حق تکثیر هستند ارائه می‌کنند.
CBS Interactive مترولیریکس را در اکتبر ۲۰۱۱ بدست آورد.